# Wagner Tardelli
Wagner Tardelli de Azevedo (Rio de Janeiro, 23 de junho de 1964), é o instrutor de arbitragem do América-RJ, empresário e ex-árbitro de futebol brasileiro.

## Carreira
Na época que cursava o faculdade de Educação Física, Tardelli fez o curso de arbitragem apenas por achar que seria um bom complemento para sua carreira de professor. "Fiz para complementar o currículo", se lembra. Ele só não esperava que aquele 'complemento' se tornasse tão importante na sua vida. Hoje, Tardelli faz parte do seleto grupo de árbitros da FIFA.
Sua primeira partida foi logo um clássico, um Fla-Flu da categoria Mirim, em 1987. No ano seguinte já estava apitando a final desta mesma categoria, Fla x Supergol. "Neste jogo o Flamengo foi tri-campeão mirim", comenta.
Quatro anos mais tarde, em 1992, Tardelli comandou sua primeira partida na Série A do Campeonato Carioca. O jogo foi Botafogo x Itaperuna, em São Januário. Já em 1993, Tardelli passou a fazer parte do quadro nacional e no mesmo ano fez sua estréia na Série C do Campeonato Brasileiro, uma partida entre Goiânia e Ji-Paraná. A estréia na Série B veio dois anos mais tarde, em 1995, com o jogo Botafogo/SP x Paysandu. E finalmente, em 1996, fez seu primeiro jogo na Série A do Brasileirão, quando o Palmeiras do técnico Vanderlei Luxemburgo jogou contra o ABC, no Parque Antártica.
A partir daí apitou vários jogos importantes. Em 1998, Tardelli comandou sua primeira final nacional, a decisão da Série B do Campeonato Brasileiro. A partida foi Botafogo/SP 5 x 1 Desportiva/ES, no Estádio Santa Cruz (ao mesmo tempo Jorge Fernando Rabello apitava Gama 3 x 0 Londrina, no Bezerrão). No ano seguinte, em 1999, Tardelli foi o juiz de um jogo marcante. Vasco da Gama 2 x 0 Flamengo, válido pela final da Taça Guanabara.
Depois de 13 anos como árbitro de futebol, o ano de 2000 lhe trouxe a maior alegria de sua carreira. "Fiquei muito feliz quando entrei pro quadro da FIFA", diz orgulhoso. Mas sua estréia com o novo escudo não foram só sorrisos, uma cena inusitada marcou esse jogo. Foi uma partida do Campeonato Carioca de 2001, Volta Redonda 2 x 1 Fluminense. "Magno Alves (que jogava no Fluminense) num lance rápido se trombou comigo e voou tudo: moeda, apito, cartões e lógico, meu novo escudo", sorri do lance que o deixou muito constrangido na época. "Pronto. Estava batizado!", complementa com bom humor. Já o primeiro jogo entre seleções nacionais comandado por Tardelli foi o último amistoso da seleção brasileira antes da Copa do Mundo 2002, Brasil 6 x 0 Islândia.
Como em 1998, apitou outras duas decisões da Série B do Campeonato Brasileiro. Em 2001, Tardelli foi o juiz de Paysandu 4 x 1 Avaí, no Leônidas de Castro (ao mesmo tempo Alfredo dos Santos Loebeling apitava Figueirense 1 x 0 Caxias, no Estádio Orlando Scarpelli) e em 2002, Tardelli comandou o primeiro jogo da final, Fortaleza 2 x 0 Criciúma, no Castelão. Complementando a lista, foi o árbitro de vários clássicos cariocas, de um Atlético Mineiro x Cruzeiro em 2002 pela Copa Sul-Minas, do Grenal no Campeonato Brasileiro de 2003, entre outros vários jogos da elite do futebol brasileiro.
Estava escalado para apitar Goiás x São Paulo, jogo da última rodada que definiria o Campeonato Brasileiro de 2008, no Estádio Bezerrão, em Gama, Distrito Federal, quando foi denunciado que uma pessoa estaria usando seu nome para vender o resultado da partida. Visando garantir o mérito e transparência do resultado do jogo, a Confederação Brasileira de Futebol resolveu substituí-lo, através de sorteio, pelo árbitro Jaílson Macedo Freitas.
E dentre todos os seus jogos, Tardelli destaca um como inesquecível Universidad Católica do Chile 2 x 0 Olimpia do Paraguai em 2001, sua estréia em uma competição sul-americana. "Deu um frio na barriga", segundo ele.
Quando não está apitando, Tardelli gosta de correr. Fora o treinamento específico, ele corre todo dia 50 minutos. "Essa corrida diária alivia o stress".
Formado em Educação Física, empresário, casado, pai de dois filhos e morador do Rio de Janeiro, Tardelli é árbitro de futebol há 21 anos.
No dia 5 de janeiro de 2010, o ex-arbitro Wagner Tardelli foi contratado pelo Atlético para fazer parte da comissão técnica do treinador Luxemburgo e sua função será de consultoria sobre arbitragem para todas as categorias de futebol do clube, desde o mirim até o profissional.. em 2015, passou a ser diretor de futebol do America.